# 639
639 је била проста година.

## Догађаји
- Емауска куга Епидемијска болест која је избила у Емаусу (Имвас) у Палестини погађа град и војне кампове муслиманских Арапа, убијајући већину његовог становништва (процењује се на 25.000 људи) док се не смири у октобру.

- 19. јануар – Дагоберт I умире након десетогодишње владавине као краљ свих Франака, у којој је његово краљевство напредовало. Наследили су га Сигеберт III (9 година), независни владар Аустразије, и његов полубрат Хлодвиг II (2 године), који постаје краљ Неустрије и Бургундије. Под надзором Пепина од Ландена, градоначелника палате, краљевска ризница је распоређена између два брата и удовице краљице Нантхилд (регента у име Кловиса).
- Византијско-арапски ратови: Рашидунска војска (4.000 људи), под командом 'Амра ибн ал-'Аса, напада византијски Египат. Они освајају стратешки град Пелусијум (Делта Нила) након двомесечне опсаде. Арапска појачања предвођена Зубајром ибн ал Авамом су послата из Медине да помогну Амровој војсци. Губитке које су претрпели муслимани ублажавају синајски бедуини, племена Рашида и Лакхма; они се придружују освајачима у освајању Египта.
- Хормузан, персијски сатрап Сузијане (вазал Рашидунског калифата), устаје против муслимана и напада Месопотамију. Арапске снаге под командом Абу Мусе ал-Ашаарија уништавају Сузу у нижим планинама Загрос.
- Ксуеиантуо нападају вазала источног Тујуеа који су освојили Кинези. Иако се истовремено бори у Кореји против Гогурјеа, цар Таи Зонг поручује свом чувеном генералу Ли Шиџију да одбрани нападе у кампањи против Сјуејантуа.

## Смрти
- 19. јануар —Дагобер I, франачки краљ (*603.)